# Roter Schnapper

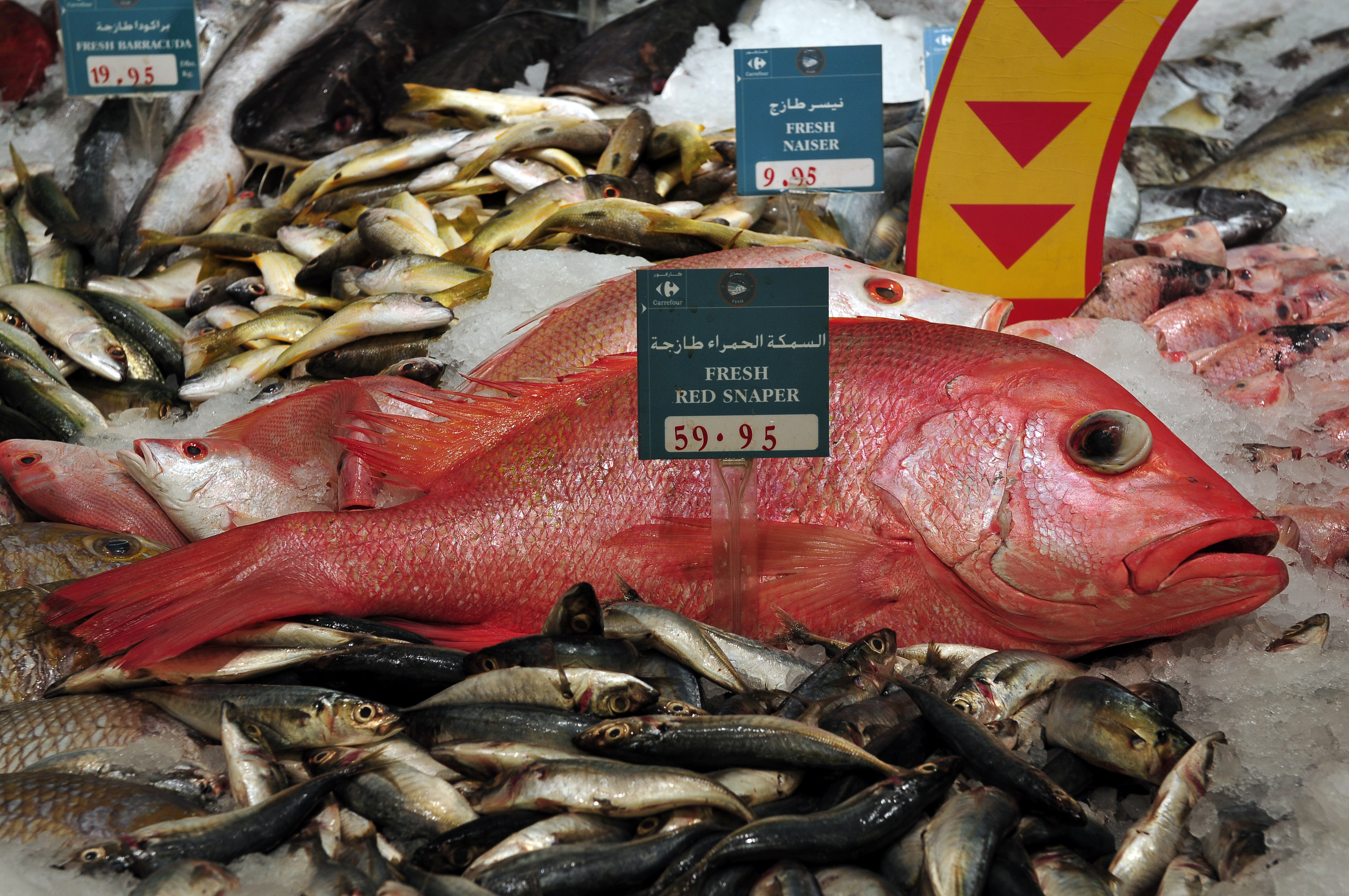
Roter Schnapper auf dem Markt in Abu Dhabi

Als Rote Schnapper werden die Fischarten aus der Familie der Lutjanidae bezeichnet, die eine mehr oder weniger rote Färbung haben. In Deutschland darf allerdings nur der Malabar-Schnapper (Lutjanus malabaricus) unter der Bezeichnung „Roter Schnapper“ oder „Red Snapper“ vermarktet werden, während in Amerika mit „Red Snapper“ Lutjanus campechanus gemeint ist und mit „Southern red Snapper“ Lutjanus purpureus.